# 冯仑
冯仑（1959年7月5日—），陕西西安人，中國企业家。曾任万通集团董事局主席。目前以洋浦耐基特实业有限公司控有萬通集團百分之六的持股數量
1982年毕业于西北大学，获经济学学士学位。1984年毕业于中央党校，获法学硕士学位。2008年出版畅销书《野蛮生长》。他曾经劝诫私营企业家要“听党的话，按政府的要求办”，私营企业家要和政治家“保持精神恋爱，而不是嫖娼的关系”，但是“跟国有资本要上床”。不过他也是中国政府房地产政策直言不讳的批评者，批评政府滥发货币刺激GDP增长，推高了房价，以致出现社会公平问题，“政府没把该做的事情作好，然后用责怪市场来掩饰自己的过失。 ”他也批评国进民退是“宫外孕”，破坏正常的市场经济发育环境；以及政府随意改变公共政策，导致丧失信用。
2013年担任中国医健联盟主席，中国医健联盟在莆田成立，旗下14家民营医疗机构中有10家是莆田系。

## 家庭
- 妻子~王淑琪：婚育1女；
- 女兒~馮碧漪（1992年7月-）：16歲赴英國讀高中，留學8年；2017 年初，从硅谷回国，开始与同伴一起做一家英语自媒体；2018 年出任风马牛传媒CEO。